# O Sorriso de Mona Lisa
Mona Lisa Smile (prt/bra: O Sorriso de Mona Lisa) é um filme de drama romântico americano de 2003 produzido pelo estudio Revolution Studios e Columbia Pictures em associação com a Red Om Films Productions, dirigido por Mike Newell e escrito por Lawrence Konner e Mark Rosenthal e estrelado por Julia Roberts, Kirsten Dunst, Julia Stiles e Maggie Gyllenhaal. O título é uma referência à Mona Lisa, a famosa pintura de Leonardo da Vinci, e à canção de mesmo nome, originalmente interpretada por Nat King Cole, que foi gravada por Seal para o filme. Julia Roberts recebeu um recorde de $25 milhões por sua atuação, o maior já ganho por uma atriz na época.

## Sinopse
Recria a atmosfera e os costumes do início da década de 1950. Conta a história de Katherine Watson, uma professora de história da arte que, educada na liberal Universidade de Berkeley, na Califórnia, enfrenta uma escola feminina, tradicionalista – Wellesley College, onde as melhores e mais brilhantes jovens mulheres dos Estados Unidos recebem uma dispendiosa educação para se transformarem em cultas esposas e responsáveis mães. No filme, a professora irá tentar abrir a mente de suas alunas para um pensamento crítico, enfrentando a administração da escola e as próprias garotas. O maior desafio para essa professora será fazer com que suas alunas assumam sua identidade cultural como ser social e histórico. Esse filme nos traz a visão mais ampla de novos conhecimentos.

## Elenco
- Julia Roberts como Katherine Ann Watson
- Kirsten Dunst como Elizabeth "Betty" Warren (Jones)
- Julia Stiles como Joan Brandwyn (Donegal)
- Maggie Gyllenhaal como Giselle Levy
- Laura Allen como Susan Delacorte
- Tori Amos como cantora de casamento
- Emily Bauer como estudante de história da arte
- Jordan Bridges como Spencer Jones
- Marcia Gay Harden como Nancy Abbey
- Lisa Roberts Gillan como Miss Albini
- Ginnifer Goodwin como Constance "Connie" Baker
- Topher Grace como Tommy Donegal
- Annika Marks como estudante de história da arte
- Ebon Moss-Bachrach como Charlie Stewart
- Lily Rabe como estudante de história da arte
- Terence Rigby como Dr. Edward Staunton
- Krysten Ritter como estudante
- Marian Seldes como Presidente Jocelyn Carr
- John Slattery como Paul Moore
- Juliet Stevenson como Amanda Armstrong
- Dominic West como Bill Dunbar
- Donna Mitchell como a Sra. Warren

## Trilha sonora
| N.º            | Título                               | Duração |  |
| 1.             | "Mona Lisa"                          | 3:11    |  |
| 2.             | "You Belong to Me"                   | 3:03    |  |
| 3.             | "Bewitched, Bothered and Bewildered" | 2:45    |  |
| 4.             | "The Heart of Every Girl"            | 3:40    |  |
| 5.             | "Santa Baby"                         | 3:29    |  |
| 6.             | "Murder, He Says"                    | 3:22    |  |
| 7.             | "Besame Mucho"                       | 2:46    |  |
| 8.             | "Secret Love"                        | 3:40    |  |
| 9.             | "What'll I Do"                       | 3:12    |  |
| 10.            | "Istanbul (Not Constantinople)"      | 2:26    |  |
| 11.            | "Sh-Boom (Life Could Be a Dream)"    | 2:49    |  |
| 12.            | "I'm Beginning to See the Light"     | 1:47    |  |
| 13.            | "I've Got the World on a String"     | 2:20    |  |
| 14.            | "Smile"                              | 4:17    |  |
| 15.            | "Suite"                              | 5:33    |  |
| Duração total: | Duração total:                       | 48:27   |  |

## Bilheteria
Em seu primeiro fim de semana, Mona Lisa Smile estreou em #2 nas bilheterias dos EUA, ganhando $11.528.498 e ficando atrás de The Lord of the Rings: The Return of the King. Ao final de sua exibição, enquanto o filme havia arrecadado $141.337.989 em todo o mundo, seu bruto doméstico dos EUA não atingiu seu orçamento de $65 milhões, ficando aquém de $63.860.942.

## Recepção
Mona Lisa Smile recebeu críticas mistas a negativas dos críticos de cinema. O site de agregação de críticas Rotten Tomatoes dá ao filme uma classificação de "rotten" de 34%, com base em 152 avaliações, com uma classificação média de 4,93/10. O consenso crítico do site diz: "Embora Mona Lisa Smile defenda o valor de quebrar barreiras, o filme em si é previsível e seguro." No Metacritic, o filme tem uma pontuação média ponderada de 45 de 100, com base em 40 críticos, indicando "críticas mistas ou médias".
Em uma crítica típica, Claudia Puig do USA Today escreveu: "é a Dead Poets Society como um filme feminino, sem o drama e a inspiração convincentes... até mesmo Roberts não parece convencida. Ela tem uma atuação bastante blá como se ela não fosse totalmente comprometido com o papel... Em vez de ser uma exploração fascinante de uma época muito mais restrita em nossa história social, o filme simplesmente parece anacrônico. O filme merece um 'C' sólido de mediocridade e apelo silencioso." A crítica Elizabeth M. Tamny, do Chicago Reader, compartilhou essa avaliação negativa, escrevendo "Parte do problema é simplesmente Mona Lisa Smile é um filme de Hollywood, e Hollywood não é boa em retratar a vida da mente... E Julia Roberts não ajuda em nada - você gosta dela ou não, mas de qualquer forma tem pouco a ver com talento. Ela não é tanto uma atriz, mas um recipiente para reações sinceras. O fato é... É mais fácil assumir uma versão extremamente em preto-e-branco da questão mais saliente deste filme - as mulheres podem fazer seu bolo e comê-lo também? - do que tentar respondê-la no presente."

### Premiações
| Associação                         | Categoria                                             | Destinatário             | Resultado |
| ---------------------------------- | ----------------------------------------------------- | ------------------------ | --------- |
| Critics Choice Movie Award         | Melhor Canção                                         | Elton John Bernie Taupin | Indicado  |
| Golden Globe Award                 | Melhor Canção Original                                | Elton John Bernie Taupin | Indicado  |
| Phoenix Film Critics Society Award | Melhor uso de música previamente publicada ou gravada | —                        | Indicado  |
| Satellite Award                    | Melhor Canção Original                                | Elton John               | Indicado  |
| Teen Choice Award                  | Choice Movie Actress - Drama/Action-Adventure         | Julia Stiles             | Indicado  |
| Teen Choice Award                  | Choice Movie - Sleazbag                               | Kirsten Dunst            | Indicado  |

## Reação de ex-alunas de Wellesley e Wellesley
A faculdade emitiu um comunicado oficial explicando sua decisão de permitir que o filme fosse filmado no campus.
Em uma mensagem para ex-alunas da Wellesley sobre o filme, a presidente do Wellesley College, Diana Chapman Walsh, lamentou algumas das reações que isso gerou, visto que muitas ex-alunas da década de 1950 achavam que a representação de Wellesley no filme era imprecisa.